# جيريمياه غودمان
جيريمياه غودمان (بالإنجليزية: Jeremiah Goodman)‏ هو رسام أمريكي، ولد في 22 أكتوبر 1922 في بوفالو في الولايات المتحدة، وتوفي في 7 سبتمبر 2017 في نيويورك في الولايات المتحدة بسبب ذات الرئة.